# Aphycoides clavellatus
Aphycoides clavellatus är en stekelart som först beskrevs av Johan Wilhelm Dalman 1820.  Aphycoides clavellatus ingår i släktet Aphycoides och familjen sköldlussteklar. Arten är reproducerande i Sverige. Inga underarter finns listade i Catalogue of Life.